# فيرناندو فيريرا
فيرناندو فيريرا (20 نوفمبر 1986 بفيسيو في البرتغال - ) هو لاعب كرة قدم برتغالي في مركز الوسط. شارك مع منتخب البرتغال تحت 19 سنة لكرة القدم. أما مع النوادي، فقد لعب مع ريال سبورت كلوب ونادي بيلينينسش ونادي تونديلا ونادي ماريتيمو وأتلتيكو كاسا بيا ونادي إيسبينهو وAcadémico de Viseu F.C. ‏.

## روابط خارجية
- فيرناندو فيريرا على موقع قاعدة بيانات كرة القدم.إي يو (الإنجليزية)
- فيرناندو فيريرا على موقع Soccerway.com (الإنجليزية)
- فيرناندو فيريرا على موقع AS.com (الإسبانية)